# Nia Grant
Nia Nicole Grant (* 8. Mai 1993 in Warren, Ohio) ist eine US-amerikanische Volleyballspielerin.

## Karriere
Grant stammt aus einer sportlichen Familie. Ihr Vater African spielte American Football in der NFL und andere Familienmitglieder waren in verschiedenen Sportarten aktiv. Nia Grant begann ihre eigene Karriere an der Howland High School in Warren. Parallel dazu spielte die Mittelblockerin im Verein Pittsburgh Renaissance. Von 2011 bis 2014 studierte sie an der Pennsylvania State University Kommunikationswissenschaft und spielte in dieser Zeit in der Universitätsmannschaft. Mit dem Team gewann die Diagonalangreiferin 2013 und 2014 die College-Meisterschaft. 2015 nahm sie mit den USA an der Universiade in Gwangju teil. In der Saison 2015/16 spielte Grant in der französischen Liga bei Volley-Ball Nantes. Anschließend wurde sie vom deutschen Bundesligisten Allianz MTV Stuttgart verpflichtet, mit dem sie den DVV-Pokal gewann. 2017 wechselte sie nach Polen zu BKS Stal Bielsko-Biała. 2018 kehrte Grant zurück in die Bundesliga zum SC Potsdam.